# Chronologie der Sodomiegesetze in den Vereinigten Staaten
Unter dem Begriff „Sodomie“ wurden im englischsprachigen Raum bis weit in die zweite Hälfte des 20. Jahrhunderts, teilweise bis in das 21. Jahrhundert, abwertend alle Sexualpraktiken zusammengefasst, die nicht heterosexueller Vaginalverkehr sind. Die Bezeichnung, die in den USA auch die Gesetzes- und Justizsprache prägte, diente insbesondere der Brandmarkung homosexueller Handlungen.
Das Strafrecht ist in den USA eine Angelegenheit der Bundesstaaten; auch die Sodomiegesetze wurden daher stets auf bundesstaatlicher Ebene verabschiedet. In der folgenden Chronologie sind bundesstaatliche Gesetze (state laws) sowie Entscheidungen des US-Supreme Court und anderer hoher Gerichtshöfe zusammengestellt, die die sogenannte Sodomie in den USA kriminalisieren. Die Chronologie umfasst daneben auch Gesetze und höchstrichterliche Entscheidungen, mit denen Sodomiegesetze wieder außer Kraft gesetzt wurden.
Sexuelle Handlungen mit Tieren werden im Englischen als bestiality bezeichnet, sie sind in vielen Bundesstaaten strafbar (siehe Zoophilie).

## Chronologie

### Vor der Gründung der Vereinigten Staaten
| 1625 | In Virginia wird Richard Cornish wegen Vergewaltigung eines anderen Mannes nach dem Sodomiegesetz erhängt. Es ist der erste aus den amerikanischen Kolonien bekannte Fall einer Hinrichtung wegen einer, in diesem Fall gewalttätigen sexuellen Beziehung zu einem anderen Mann der in einer Schuldknechtschaft stand. Unbekannt ist, ob das Urteil durch eine legale Autorität verhängt wurde. |
| 1648 | Elizabeth Johnson aus der Massachusetts Bay Colony ist die erste Frau auf dem Boden der späteren USA, von der bekannt ist, dass sie wegen einer sexuellen Beziehung mit einer anderen Frau verfolgt wurde. |
| 1656 | Die New Haven Colony, die später mit Connecticut vereinigt wurde, verabschiedete das erste Gesetz auf dem Boden der späteren USA, das sexuelle Beziehungen zwischen Frauen strafbar machte; es erklärte diese zum Kapitalverbrechen. Eine Strafverfolgung fand unter diesem Gesetz jedoch nicht statt.                                                                                          |
| 1682 | Das von Quäkern kontrollierte Pennsylvania ist die einzige amerikanische Kolonie, die Sodomie nicht als Kapitalverbrechen einstuft. Das hier 1682 eingeführte Strafrecht sah für Sodomie eine maximale Haftstrafe von sechs Monaten vor. Diese Milde endete, als die Quäker ihren politischen Einfluss verloren.                                                                                |
| 1700 | Pennsylvania führt ein neues Sodomiegesetz ein, das auf Männer beschränkt ist und bereits für ein Erstvergehen lebenslange Haft vorsieht, wobei im ersten Haftjahr wiederholtes Auspeitschen möglich ist. Verheiratete Täter sollen kastriert werden, und der Ehefrau kann eine Scheidung angeboten werden.                                                                                     |
| 1704 | New Jersey verabschiedet ein Gesetz, das allgemeine Straffreiheit bestimmte. Ausgenommen waren von dieser Regelung nur elf Verbrechen. Da Sodomie nicht darunter war, wurde sie von da an in New Jersey für viele Jahre nicht mehr verfolgt. |
| 1772 | Pennsylvania ist die erste amerikanische Kolonie, die von Personen, die wegen Sodomie verurteilt worden sind und in die Kolonie einreisen wollen, eine Kaution verlangt, um deren Wohlverhalten sicherzustellen. |

### 1776–1800
| 1786 | Pennsylvania schafft als erster Bundesstaat die Todesstrafe für Sodomie ab. |
| 1793 | Maryland verabschiedet ein in der amerikanischen Rechtsgeschichte einmaliges Gesetz, das es erlaubt, Personen, die wegen Sodomie verurteilt worden sind, zu Straßenreinigungs- und -ausbesserungsarbeiten heranzuziehen. |
| 1796 | New Jersey ist der erste Bundesstaat, der Sodomie als „Verbrechen wider die Natur“ (crime against nature) bezeichnet. Dieser Sprachgebrauch macht später weithin Schule.                                                 |
| 1798 | Rhode Island schafft die Todesstrafe für ein Erstvergehen von Sodomie ab, erhält sie für den Wiederholungsfall jedoch aufrecht. Das Gesetz ist in den USA einmalig.                                                      |

### 19. Jahrhundert
| 1801 | In Kalifornien, das zu diesem Zeitpunkt noch spanischer Gesetzgebung unterliegt, wird zum letzten Mal in der Geschichte dieses Staates die Todesstrafe für Sodomie vollstreckt. Der Verurteilte, der 18-jährige Jose Antonio Rosas, wird durch Erschießung hingerichtet. |
| 1807 | In Indiana unterzeichnet Gouverneur William H. Harrison, der spätere US-Präsident, ein besonders strenges Sodomiegesetz, das unter anderem Auspeitschen vorsah. |
| 1810 | Der Maryland Court of Appeals, das oberste Gericht des Staates, veröffentlicht den ersten Sodomiefall in der Justizgeschichte der USA. Aufgrund von Mängeln in der Anklageschrift wird die Klage abgewiesen. |
| 1812 | Der Oberste Gerichtshof von Virginia entscheidet erstmals in der Geschichte der amerikanischen Rechtsprechung, dass eine Ejakulation nicht notwendig sei, um den Tatbestand der Sodomie zu erzeugen. Später folgen fast alle anderen amerikanischen Bundesstaaten dieser Auffassung. |
| 1814 | Ein Gericht in New York veröffentlicht den ersten in der amerikanischen Rechtsprechungsgeschichte bekannt gewordenen Fall einer Verleumdungsklage, die einen Sodomievorwurf zum Gegenstand hat. |
| 1815 | Ohio macht Ehebruch strafbar und verbietet Frauen in diesem Zusammenhang ausdrücklich sexuelle Beziehungen zu anderen Frauen. Männern wird mit diesem Gesetz nur der Verkehr mit „anderen Frauen“ verboten. |
| 1817 | In Georgia wird Sodomie erstmals zum Straftatbestand erklärt. Georgia ist die einzige der ehemaligen britischen Kolonien, in denen Sodomie bis dahin immer legal war. |
| 1821 | In Connecticut wird die Todesstrafe für Sodomie durch lebenslange Haft ersetzt. Der Supreme Court von Massachusetts ist der erste oberste Gerichtshof eines Bundesstaates, der sich mit einem Fall von homosexueller Obszönität befasst. |
| 1822 | Der Supreme Court von Alabama entscheidet, dass das Common Law (in dem Sodomie als Verbrechen gilt) in Alabama nicht in Kraft sei. Das Gericht nimmt diese Entscheidung 1930 wieder zurück. |
| 1824 | In Louisiana schlägt der Jurist und Politiker Edward Livingston erstmals in der Geschichte der amerikanischen Legislative ein Strafrecht vor, das das Sodomiegesetz des Staates aufgehoben hätte. Der Vorschlag wird abgelehnt. |
| 1827 | Illinois ist der erste Bundesstaat, der Personen, die wegen Sodomie verurteilt worden sind, das Wahlrecht und das Recht, als Geschworene zu dienen, aberkennt. |
| 1833 | Georgia verabschiedet ein einmaliges Sodomiegesetz, in dem Sodomie als „Geschlechtsverkehr und unnatürliche Verbindung zwischen einem Mann und einem Mann, oder auf ebenso unnatürliche Weise mit einer Frau“ bestimmt wird. Was Frauen und Männer legal miteinander tun durften, wird also dadurch bestimmt, was Männer miteinander tun können. Das Gesetz nimmt auch Lesben von der Verfolgung aus. |
| 1842 | Mit Florida führt erstmals seit der Gründung der USA ein US-Bundesstaat die Todesstrafe für Sodomie neu ein. Ausgeführt wird sie jedoch nicht. |
| 1845 | Florida verabschiedet ein Gesetz, nach dem Personen, die einmal wegen Sodomie verurteilt wurden, vor Gericht nicht mehr als Zeugen aussagen dürfen. De jure werden Homosexuelle damit der Möglichkeit beraubt, bei erlittenem Unrecht ein Gericht anzurufen. |
| 1854 | Als erster Bundesstaat verabschiedet Alabama ein Gesetz, das den Ehepartner zur Scheidung berechtigt, wenn der Partner vor oder während der Ehe Sodomie beging. |
| 1858 | Im District of Columbia lehnen Wähler ein Sodomiegesetz erstmals ab. |
| 1863 | Als erster oberster Gerichtshof der USA urteilt der Connecticut Supreme Court, dass die Tötung eines Menschen (deadly force) zulässig ist, wenn dadurch ein Akt von Sodomie verhindert werden soll. |
| 1864 | Arkansas hebt die im Homosexuellenstrafrecht noch bestehende Rassendiskriminierung auf, indem es bei Sodomie die Todesstrafe für jedermann einführt. Dennoch wurden unter dem Gesetz keine Todesurteile ausgeführt. |
| 1867 | Als die Vereinigten Staaten 1867 Alaska erwerben, existiert dort kein Strafrecht. Bis 1884 ist Sodomie in Alaska ebenso wenig strafbar wie Mord, Vergewaltigung, Brandstiftung und jedes andere Verbrechen. |
| 1868 | Wyoming führt ein Sodomiegesetz ein. Obwohl Sodomie in Wyoming bis 1977 strafbar bleibt, ist dies der einzige Bundesstaat, der niemals einen Fall von Sodomie veröffentlicht hat. |
| 1869 | South Carolina schafft die Todesstrafe für Sodomie ab, vergisst jedoch, ein Nachfolgegesetz zu schaffen, das eine Alternativstrafe regelt. Ein entsprechendes Gesetz wird drei Jahre später wieder eingeführt. |
| 1873 | Der Court of Criminal Appeals in Texas, der vage formulierte Strafgesetze verbietet, stellt fest, dass es in diesem Staat kein „Verbrechen wider die Natur“ gebe. Als das Verbot vager Strafgesetze 1879 aufgehoben wird, können auch „Verbrechen wider die Natur“ wieder verfolgt werden. |
| 1876 | Ohio ist der erste Bundesstaat, in dem der Besitz von Sexspielzeug unter Strafe gestellt wird. |
| 1879 | Pennsylvania ist der erste Bundesstaat, der Fellatio explizit unter Strafe stellt. Cunnilingus wird in dem Gesetz nicht berücksichtigt. |
| 1881 | Ein neues Strafgesetz in Indiana bestimmt, dass ein über 21-Jähriger sich strafbar mache, wenn er einem unter 21-Jährigen bei der Masturbation helfe. Auch Cunnilingus wird unter dieser Bestimmung strafbar. |
| 1886 | Ein Berufungsgericht in Ohio entscheidet erstmals in der amerikanischen Rechtsprechungsgeschichte, dass zwei Frauen wegen Sodomie nicht verfolgt werden können. |
| 1889 | Washington ist der erste Bundesstaat, der seinen Bürgern verfassungsmäßig ein Recht auf Privatsphäre garantiert. |
| 1890 | Mississippi bestimmt, dass Sodomieprozesse unter Ausschluss der Öffentlichkeit stattzufinden haben. Oklahoma führt erstmals ein Strafrecht ein und stellt eheliche Sodomie explizit unter Strafe. |
| 1892 | Iowa verabschiedet erstmals ein Sodomiegesetz. |
| 1893 | Der Court of Criminal Appeals (Strafberufungsgerichtshof) in Texas ist das erste Berufungsgericht, das sich mit einem Fall von Fellatio beschäftigt, der nach dem allgemeinen Sodomiegesetz abgestraft werden soll. Er entscheidet, dass Fellatio keine Sodomie darstelle. Washington verabschiedet erstmals ein Sodomiegesetz. Es ist der einzige Fall in der Geschichte der amerikanischen Legislative, dass ein Sodomiegesetz gegen den Willen des Gouverneurs (hier: John McGraw) in Kraft gesetzt wurde. |
| 1895 | Ein Gericht in Ohio entscheidet erstmals in der amerikanischen Rechtsprechungsgeschichte, dass ein Akt außerehelicher Sodomie Ehebruch darstelle. |
| 1896 | Louisiana stellt oralen Sex unter Strafe. Der Court of Criminal Appeals (Strafberufungsgerichtshof) in Texas ist das erste Berufungsgericht, das den Fall zweier heterosexueller Personen behandelt, die geltend machen, dass das Sodomiegesetz auf heterosexuelle Personen nicht anzuwenden sei. Das Gericht lässt dieses Argument nicht gelten. |
| 1897 | Michigan verabschiedet ein in der Geschichte der amerikanischen Rechtsgebung einmaliges Gesetz, das sowohl Männern als auch Frauen die Verführung von Knaben verbietet. |
| 1898 | New Jersey erlaubt jedermann die Tötung einer Person, die den Versuch unternimmt, Sodomie zu begehen. |
| 1899 | Der Oberste Gerichtshof von Vermont, das kein Sodomiegesetz hat, entscheidet, dass Sodomie in diesem Staat auf der Grundlage des Common Law verfolgt werden könne. |

### 20. Jahrhundert
| 1905 | Als letzter Bundesstaat schafft Delaware den Pranger für verurteilte Sodomisten ab. |
| 1907 | Indiana verabschiedet das erste Sterilisationsgesetz der USA (und der Welt). Dieses Gesetz betrifft alle rechtskräftig verurteilten Kriminellen, verurteilte Sodomisten eingeschlossen. Ein neues Gesetz in Iowa verlangt, dass Sodomie-Ersttäter statt ins Gefängnis in eine staatliche Besserungsanstalt (reformatory) eingewiesen werden. Der Court of Criminal Appeals (Strafberufungsgerichtshof) in Texas ist das erste amerikanische Gericht, das sich mit der Frage beschäftigt, ob auf Jugendliche für Sodomie dasselbe Strafmaß angewendet werden könne wie für Erwachsene. Das Gericht bejaht diese Frage. |
| 1908 | Ohio ist der erste Bundesstaat, der Personen, die wegen Sodomie verurteilt worden sind, von der Möglichkeit der Bewährung ausnimmt. |
| 1909 | Als erster Bundesstaat verabschiedet Kalifornien ein Gesetz, das die Sterilisation von „sexuell Perversen“ regelt. |
| 1913 | Sieben Monate nach einer Entscheidung des Gerichtshofes von Arizona, der festgestellt hatte, dass Fellatio nicht unter Sodomie im Sinne des Common Law falle, stellte die Legislative mit einer Gesetzesänderung Fellatio explizit unter Strafe. Der Supreme Court von Idaho urteilt, dass das Sodomie-Gesetz des Staates eine Minimal-, jedoch nicht eine Maximalstrafe festlege. Eine lebenslange Haftstrafe wird damit möglich. Ein Berufungsgericht bestätigt diese Entscheidung noch im Jahre 1992. Nebraska macht oralen Sex illegal. Oregon verabschiedet ein Gesetz, das die Sterilisation „sexuell Perverser“ erlaubt. |
| 1915 | Kalifornien erweitert seine Sodomiegesetze durch Verabschiedung eines Gesetzes, das oralen Sex strafbar macht. |
| 1916 | Virginia dehnt sein Sodomiegesetz auf gleichgeschlechtlichen oralen Sex aus. Nachdem der Supreme Court of Virginia auf der Grundlage dieses Gesetzes ein Urteil gegen ein heterosexuelles Paar aufhebt, novelliert die Legislative das Gesetz und verbietet auch heterosexuellen oralen Sex. |
| 1918 | Als erstes Gericht in den USA entscheidet ein Berufungsgericht in Delaware, dass eine Einladung zu einem Akt von Sodomie keinen Versuch darstelle, Sodomie zu begehen. |
| 1921 | Der Supreme Court in Massachusetts ist das erste amerikanische Gericht, das sich mit einem Fall homosexueller Aktivitäten in einem Badehaus beschäftigt. |
| 1923 | In einem Sodomieverfahren vor dem New Jersey Supreme Court stützten die beiden angeklagten Männer ihre Verteidigung erstmals in der amerikanischen Justizgeschichte auf das Argument, sie haben im Privaten gehandelt. Das Gericht erkennt das Argument nicht an. |
| 1933 | Durch eine Verkündigung des Gouverneurs erhält Guam ein Strafrecht, mit dem auf der Inselgruppe erstmals auch ein Sodomiegesetz in Kraft tritt. |
| 1935 | Das Parlament von Alabama verabschiedet ein revidiertes Sterilisationsgesetz, das auf jeden sexuell Perversen, Sadisten, Homosexuellen, Masochisten, Sodomisten, oder jede andere schwere Form sexueller Perversion angewendet werden kann. Nach einer Vorlage beim obersten Gerichtshof von Alabama, der prüfen soll, ob die Regelung verfassungsgemäß sei, und einem Veto von Gouverneur Bibb Graves tritt das Gesetz jedoch nicht in Kraft. Michigan ist der erste Bundesstaat, der ein sogenanntes „Psychopathen-Gesetz“ (psychopathic offender law) verabschiedet. Auf der Grundlage dieser Gesetze, die dann gewöhnlich nur bei Sexualstraftätern angewendet werden, können Personen, die eines Sexualdelikts – einvernehmliche homosexuelle Handlungen eingeschlossen – für schuldig befunden werden, in staatliche Anstalten für Geisteskranke eingewiesen werden, oft für viele Jahre. |
| 1937 | Puerto Rico, das seit 1898 von den USA beansprucht wird, führt ein Sterilisationsgesetz ein. Es ist das letzte Sterilisationsgesetz, das auf dem Territorium der USA eingeführt wird, und das letzte, das auch „sexuell Perverse“ betrifft. |
| 1938 | Erstmals in der amerikanischen Rechtsgeschichte urteilt ein Berufungsgericht in Georgia, dass Schenkelverkehr nicht den Tatbestand der Sodomie erfülle. |
| 1939 | Der Supreme Court von Georgia ist der erste amerikanische Gerichtshof, das einen Fall von Sodomie zwischen zwei Frauen veröffentlicht. Da das Sodomierecht in Georgia sexuelle Handlungen zwischen Frauen nicht berücksichtigt, entscheidet das Gericht, dass die Frauen nicht verfolgt werden können. Die Legislative von Georgia unternimmt keinen Versuch, das Gesetz zu ändern. Ein Berufungsgericht in Oklahoma stellt erstmals in der amerikanischen Rechtsprechungsgeschichte fest, dass Cunnilingus ein „Verbrechen wider die Natur“ sei. |
| 1943 | Der Supreme Court of Florida entscheidet, dass eine Wiedereinführung der Todesstrafe für einvernehmliche Sodomie verfassungsgemäß wäre. |
| 1947 | Als erster Bundesstaat verabschiedet Kalifornien ein Gesetz zur Registrierung von Sexualstraftätern. Es zwingt Personen, die einer Sexualstraftat – einvernehmlicher analer oder oraler Sex eingeschlossen – überführt worden sind, zur Registrierung und zur Meldung jedes Wohnungswechsels. |
| 1950 | New York ist der erste Bundesstaat, in dem Sodomie vom Kapitalverbrechen zum Vergehen herabgestuft wird. |
| 1951 | Ein kalifornisches Berufungsgericht entscheidet, dass homosexuelle Männer auch dann inhaftiert werden können, wenn sie keine Straftat begangen haben. |
| 1952 | Ein Gericht in New York weist erstmals eine Klage gegen einen Mann ab, der einen verdeckten Polizeiermittler an einem öffentlichen Ort mit dem Vorschlag angesprochen hatte, „Spaß“ (fun) zu haben. Das Gericht stellte fest, „Spaß“ könne alles Mögliche sein. Das Beispiel machte in New Yorker Gerichten von da an Schule. |
| 1955 | Als erster Bundesstaat verabschiedet Alaska ein Gesetz, das den Verkauf von Comic-Büchern verbietet, in denen sexuell unanständige Themen wie Ehebruch, Homosexualität, Sadismus, Masochismus oder andere Perversionen dargestellt werden. Arkansas senkt die Mindeststrafe für Sodomie von fünf Jahren auf ein Jahr. Vorausgegangen war die Beobachtung, dass Geschworene oft nicht bereit waren, Angeklagte, denen eine so hohe Strafe drohte, schuldig zu befinden. Als erster oberster Gerichtshof eines US-Bundesstaates entscheidet der Supreme Judicial Court von Maine, dass die Masturbation einer anderen Person nicht das Sodomiegesetz verletze. |
| 1957 | Ein Gericht in Ohio, das sich mit einer Scheidungssache beschäftigt, entscheidet erstmals in der amerikanischen Rechtsprechungsgeschichte, dass verheiratete Paare auf die Ausübung von Sodomie ein verfassungsmäßiges Recht haben. |
| 1958 | Ein New Yorker Gericht weist die Klage gegen einen Mann ab, der einen verdeckten Polizeiermittler in einer Toilette angesprochen und angefasst hatte. Das Gericht stellte fest, für eine Störung der öffentlichen Ruhe, die die Voraussetzung für eine Verurteilung gewesen wäre, gebe es in diesem Fall keinen Beweis. |
| 1959 | Wisconsin verabschiedet ein in der Geschichte der USA einmaliges Gesetz, das Personen, die wegen Sodomie verurteilt worden sind, den Erwerb eines Führerscheins verbietet. |
| 1960 | Der Attorney General von Florida entscheidet, dass ein Akt von Sodomie, der auf dem Gebiet eines Indianerreservats zwischen zwei Indianern oder einem Indianer und einem Nicht-Indianer begangen wird, nicht unter das Strafrecht des Bundesstaates falle. Diese Entscheidung ist in der amerikanischen Rechtsgeschichte einmalig. |
| 1961 | Als erster Bundesstaat hebt Illinois sein Sodomiegesetz auf. Das Repräsentantenhaus von New Mexico verabschiedet ein neues Strafrecht, das einvernehmliche Sodomie legalisiert. Der Staatssenat lehnt das Gesetz jedoch ab, und so kommt es nicht zustande. Der New York Court of Appeals, oberster Gerichtshof des Staates, entscheidet, dass sich bei analem Geschlechtsverkehr nur der penetrierende Partner strafbar mache. Im darauffolgenden Jahr schließt die Legislative von New York die „Gesetzeslücke“, in dem sie auch die passive Mitwirkung ausdrücklich unter Strafe stellt. |
| 1962 | Als erster oberster Gerichtshof der USA entscheidet der Supreme Court of California, dass in geschlossenen Toilettenzellen Privatheit gegeben sei. Einvernehmlicher homosexueller Sex in solchen Toiletten sei infolgedessen nicht strafbar. |
| 1963 | In Amerikanisch-Samoa tritt ein neues Strafrecht in Kraft, das auf dem Recht Georgias basiert und das Lesben von der Verfolgung wegen Sodomie ausnimmt. Amerikanisch-Samoa hatte, seit es 1899 an die USA fiel, kein Sodomiegesetz. |
| 1965 | New York ist der erste Bundesstaat, in dem verheiratete Paare vom Sodomiegesetz ausdrücklich ausgenommen werden. Ein Gericht in Ohio entscheidet erstmals in der amerikanischen Rechtsprechungsgeschichte, dass ein Statut, das die Werbung für einen „unnatürlichen sexuellen Akt“ verbiete, nicht zulässig sei. Es begründet seine Entscheidung damit, dass diese Formulierung unmöglich zu definieren sei. |
| 1968 | Auch im Zuge einer Strafrechtsreform, die weitgehend am 1962 entworfenen Model Penal Code orientiert war, hielt Georgia an seinem Sodomiegesetz fest und dehnte seinen Geltungsbereich auch auf Lesben aus. |
| 1969 | Ein von Gouverneur Ronald Reagan unterzeichnetes Gesetz erlaubt es in Kalifornien, „sexuelle Psychopathen“ ausschließlich mit den Mitteln des Gebets zu behandeln. Als erster Bundesstaat legalisiert Kansas Sodomie für gemischtgeschlechtliche Partner. |
| 1970 | Der Verkehrsdezernent von Connecticut verweigert einem früher wegen Sodomie verurteilten Mann die Ausstellung eines Führerscheins, da „seine Homosexualität ihn zu einer Person (mache), die für den Besitz einer Fahrerlaubnis nicht geeignet“ sei. Der Attorney General von Connecticut bestätigt diese Entscheidung. Der betroffene Führerscheinbewerber begeht später Suizid. Erstmals in der amerikanischen Geschichte hebt ein US-Bundesgericht das Sodomiegesetz eines Bundesstaates (hier: Texas) auf. Der US Supreme Court macht diese Aufhebung später jedoch wieder rückgängig. |
| 1971 | Im Zuge einer Gesetzesbereinigung zur Vereinfachung von Sprachregelungen legalisiert Alaska versehentlich oralen Sex. Als der oberste Gerichtshof des Staates auf diesen Sachverhalt hinweist, unternimmt die Legislatur keinen Versuch, den „Irrtum“ zu korrigieren und hebt später auch die noch verbliebenen Teile des Sodomy Law auf. Idaho hebt sein Sodomiegesetz auf. Nach massivem Protest durch die Mormonen und die katholische Kirche wird das Gesetz 1972 jedoch wieder eingeführt. Arkansas ist der erste Bundesstaat, der Sodomie legalisiert, wenn diese im Einvernehmen beider Partner erfolgt. Während des Anti-Homosexuellen-Kreuzzuges von Anita Bryant im Jahre 1977 wurde das Gesetz für Fälle gleichgeschlechtlicher Sodomie jedoch wieder eingeführt. |
| 1972 | Ohio hebt sein Sodomiegesetz auf. Es ist der erste Bundesstaat, der geschlechtsneutrale Sexualstrafgesetze einführt, und der erste, der für sexuelle Aktivitäten Ausdrücke wie „Perversion“ und „unnatürlich“ aufgibt und „moderne“ Bezeichnungen einführt. Die Regierung des District of Columbia beschließt, einvernehmliche Sodomie, die im Privaten stattfindet, nicht mehr zu verfolgen. In Maryland wird erstmals in der Geschichte der amerikanischen Rechtsgebung eine Gesetzesänderung vorgeschlagen, die das Sodomieverbot aufhebt, stattdessen jedoch ein Schutzalter einführt. Der Vorschlag wird abgelehnt. |
| 1973 | Texas führt in sein Strafgesetz die weniger diskriminierende Formulierung „homosexuelles Verhalten“ (homosexual conduct) ein. Gleichzeitig setzt es die Höchststrafe auf eine Geldbuße von 200 Dollar herab; das ist die mildeste Strafe im ganzen Land. |
| 1974 | Puerto Rico führt ein in den USA einmaliges Sodomiegesetz ein, das analen Sex auf jeden Fall strafbar macht, oralen Sex jedoch nur zwischen Personen gleichen Geschlechts. |
| 1975 | Erstmals in der amerikanischen Justizgeschichte urteilt ein Gericht (trial court) in Florida, dass ein schwules Badehaus ein privater Ort sei, an dem sexuelle Aktivität per Verfassung geschützt sei. |
| 1976 | Der Supreme Court von New Jersey weist erstmals in der Geschichte der amerikanischen Rechtsprechung eine Klage gegen zwei Männer ab, die in einem Auto Sex hatten, das in einem dunklen Bereich am Rande einer Hauptverkehrsstraße geparkt war. Das Gericht folgt der Begründung der Angeklagten, dass es nahezu unmöglich gewesen sei, sie zu sehen. South Dakota setzt das Schutzalter für Sodomie auf 13 Jahre fest. Dies ist landesweit das niedrigste Schutzalter. Nach einer Kontroverse wird das Schutzalter zwei Jahre später auf 15 Jahre angehoben. |
| 1977 | Nebraska hebt sein Sodomiegesetz auf. Es ist dies der einzige Fall in der amerikanischen Gesetzgebungsgeschichte, bei dem die Legislative sich mit der Abschaffung eines Sodomiegesetzes über das Veto des Gouverneurs hinwegsetzt. |
| 1981 | Montana verabschiedet ein Gesetz, das es ermöglicht, bei Sodomie nicht nur eine Haftstrafe, sondern auch eine Geldbuße von bis zu 50.000 Dollar zu erheben. Dies ist die höchste Geldbuße für Sodomie in der Rechtsgeschichte der USA. |
| 1982 | Nachdem der Kongress dem District of Columbia das Recht auf Selbstverwaltung zugesteht, verabschiedet der District of Columbia ein neues Gesetz, das die bisherigen Sodomiegesetze aufhebt. Nach einem Veto des Repräsentantenhauses entzieht der Kongress diesem Gesetz seine Anerkennung. Als erster Bundesstaat bestimmt Louisiana, dass die Forderung einer (finanziellen) Entschädigung für einen Akt von Sodomie den Tatbestand vollendeter Sodomie erfülle. |
| 1983 | Wisconsin schafft sein Sodomiegesetz ab, muss jedoch – um im Parlament genug Stimmen für diese Entscheidung zu erhalten – einen Disclaimer einschließen, dass der Staat sexuelle Aktivitäten außerhalb der Ehe nicht ermutige. Dieses Gesetz ist in den USA einmalig. |
| 1986 | Der Court of Criminal Appeals (Strafberufungsgerichtshof) in Oklahoma entscheidet, dass eine Verfolgung von Personen ungleichen Geschlechts wegen Sodomie nicht verfassungsgemäß sei. Im Fall Bowers v. Hardwick erklärt der Oberste Gerichtshof der Vereinigten Staaten das Sodomiegesetz von Georgia für rechtens und findet die Berufung der Kläger auf die Verfassung „facetious“ (auf Deutsch: „drollig/sarkastisch/witzig“). Dies wird erst 2003 revidiert. |
| 1989 | Der Kansas Supreme Court entscheidet, dass das Sodomiegesetz des Staates nicht auf Cunnilingus anzuwenden sei. Die Legislative reagiert prompt mit einem Nachbesserungsgesetz, durch das auch Cunnilingus ausdrücklich unter Strafe gestellt wird. Da die neue Regelung auch heterosexuellen Cunnilingus einschließt, regt sich bald Widerstand, auf den ein neues Gesetz folgt, das heterosexuellen Cunnilingus wieder legalisiert. |
| 1990 | Ein Berufungsgericht in Idaho, das damit Entscheidungen zahlreicher anderer Bundesstaaten folgt, entscheidet, dass sexuelle Aktivitäten, die sich in einer geschlossenen Toilettenzelle ereignen, von der Verfassung geschützt seien. Das Verfahren ist das letzte in der amerikanischen Justizgeschichte, in dem ein Mann vor Gericht kommt, weil er in einer Toilettenzelle masturbiert. Der Court of Appeals von Maryland entscheidet, dass das Sodomiegesetz nicht auf heterosexuelle Aktivitäten anzuwenden sei. |

### 21. Jahrhundert
| 2003 | Der US Supreme Court hebt im Fall Lawrence v. Texas das Sodomiegesetz in Texas als verfassungswidrig auf. Diese Entscheidung führt zur Unwirksamkeit der Sodomiegesetze in allen amerikanischen Bundesstaaten, in denen solche bis dahin noch bestehen. |
| 2007 | Die republikanische Mehrheit im Repräsentantenhaus von Utah lehnt es ab, über einen Antrag auf endgültige Streichung des ungültigen Sodomiegesetzes zu diskutieren.                                                                                     |
| 2014 | Im Bundesstaat Virginia wird das Sodomiegesetz formal in einer Abstimmung mit 100 zu 0 Gegenstimmen abgeschafft. |

## Regelungen in den einzelnen Kolonien und Bundesstaaten

### Regelungen in den 13 britischen Kolonien
| Kolonie                 | Rechtslage |
| ----------------------- | --- |
| New Hampshire           | 1679 Inkrafttreten eines auf dem 3. Buch Mose basierenden Sodomiegesetzes, das zunächst Fellatio, Cunnilingus, Frottage und gegenseitige Masturbation unter Strafe stellte, 1718 jedoch enger gefasst wurde. |
| Massachusetts und Maine | Plymouth Colony: 1636 Inkrafttreten eines Sodomiegesetzes, das die Todesstrafe vorsah und im Gegensatz zum britischen Gesetz, an das es angelehnt war, nicht auf Handlungen zwischen Männern eingeschränkt war. 1671 Anpassung des Wortlautes an das 3. Buch Mose. Massachusetts Bay Colony: 1641 Inkrafttreten einer Sodomiegesetzes auf der Grundlage des 3. Buch Mose. 1684 erneutes Inkrafttreten des englischen Strafrechts. Massachusetts: 1697 Inkrafttreten eines neuen Sodomiegesetzes, das die Todesstrafe vorsah, aber auf Handlungen zwischen Männern beschränkt war. |
| Rhode Island            | In der Colony of Rhode Island and Providence Plantations wurde 1647 ein Gesetz verabschiedet, das Sodomie zum Kapitalverbrechen erklärte und unter Todesstrafe stellte; 1663 wurde der Wortlaut leicht verändert, 1729 wurde das Gesetz grundlegend umformuliert, wobei die Todesstrafe jedoch bestehen blieb. Zu einer Strafverfolgung kam es unter diesen Bestimmungen erstmals im Jahre 1670. |
| Connecticut             | In der Connecticut Colony galt seit 1638 das Common Law Großbritanniens, das männliche Sodomie als Kapitalverbrechen einstufte. 1642 trat ein Sodomiegesetz in Kraft, das sich an den Wortlaut des 3. Buch Mose anlehnte. Unter diesem Gesetz wurden mehrere Personen hingerichtet bzw. öffentlich ausgepeitscht. Die New Haven Colony verabschiedete 1656 ein Gesetz, das auch weibliche Sodomie unter Todesstrafe stellte. Dieses Gesetz, das in der Geschichte der 13 Kolonien einmalig war, bestand bis zur Annexion der Kolonie durch Connecticut im Jahre 1665. 1672 novellierte Connecticut sein Sodomiegesetz und nahm Ersttäter und Personen unter 15 Jahren von der Todesstrafe aus. |
| New York und Vermont    | Aus der von 1624 bis 1667 bestehenden holländischen Kolonie Nieuw Nederland sind drei Sodomiefälle bekannt. Unter welchem Gesetz diese Fälle behandelt wurden, ist jedoch nicht überliefert. Da das holländische Strafrecht in den Kolonien nicht galt, wird vermutet, dass dort entweder ein eigenes Sodomiegesetz bestand (dessen Wortlaut verloren gegangen ist) oder ein Sodomieverbot aus dem Naturrecht abgeleitet wurde. Nach der Übernahme der Kolonie durch Großbritannien wurde 1665 ein Sodomiegesetz mit dem Wortlaut des 3. Buch Mose verabschiedet, das für männliche Täter, die mindestens 14 Jahre alt und nicht Opfer eines Angriffs waren, die Todesstrafe vorsah. New York City fiel 1691 erneut unter britisches Recht, sodass hier fortan auch das britische Sodomiegesetz galt.                                                                              |
| New Jersey              | Das Gebiet von New Jersey gehörte bis 1667 zur holländischen Kolonie Nieuw Nederland. Als selbstständige britische Kolonie verabschiedete New Jersey 1668 ein Sodomiegesetz auf der Grundlage des 3. Buch Mose, das Personen unter 14 Jahren und Opfer von Angriffen von der Todesstrafe jedoch ausnahm. Als die Kolonie 1676 in West New Jersey und East New Jersey zerfiel, wurde Sodomie jeweils unterschiedlich behandelt: das von Quäkern dominierte West New Jersey setzte 1681 ein Strafrecht in Kraft, in dem Sodomie nicht erwähnt war; East New Jersey verabschiedete 1683 ein Sodomiegesetz, das für das Strafmaß nur sehr vage Hinweise gab. 1688 führte Jakob II. in beiden Kolonien erneut das britische Recht ein, das für Sodomie die Todesstrafe vorsah. Diese Situation blieb auch über die Wiedervereinigung der beiden Kolonien im Jahre 1702 hinaus bestehen. |
| Pennsylvania            | Pennsylvania unterstand seit 1676 dem Herzog von York, der hier ein Sodomiegesetz auf der Grundlage des 3. Buch Mose einführte, das die Todesstrafe vorsah, Personen unter 14 Jahren und Opfer eines Angriffs jedoch ausnahm. Nach der Errichtung von William Penns Quäker-Kolonie wurde das Sodomiegesetz 1682 neu gefasst; an die Stelle der Todesstrafe trat die Möglichkeit der Auspeitschung, der partiellen Enteignung und der Zuchthaushaft. Wiederholungstäter konnten unter lebenslange Haft gestellt werden. Als Penn 1693 in Ungnade fiel, traten erneut englische Gesetze in Kraft, unter denen Sodomie als Kapitalverbrechen galt. Von 1694 bis 1722 wurde das Sodomierecht erneut wiederholt geändert; zwischen 1700 und 1706 war es in Pennsylvania auch möglich, verheiratete männliche Täter zu kastrieren.                                                       |
| Delaware                | Als schwedische Kolonie stand Delaware seit 1653 explizit unter schwedischem Recht. Nachdem das Gebiet 1664 an Großbritannien fiel und Pennsylvania eingegliedert wurde, galt hier auch das Sodomierecht Pennsylvanias. 1704 wurde Delaware jedoch selbstständige britische Kolonie mit eigenen Strafgesetzen, über die es jedoch keine Überlieferung gibt. Bekannt ist lediglich, dass 1719 ein Sodomiegesetz in Kraft trat, das ans englische Recht angelehnt war und für Sodomie die Todesstrafe vorsah. |
| Maryland                | Obwohl Maryland bereits 1632 das Recht erhielt, eigene Gesetze zu verabschieden, galten hier in der Praxis die englischen Gesetze. |
| Virginia                | Die Einwohner der Jamestown Colony besaßen seit 1606 formal dieselben „Freiheiten, Rechte und Immunitäten“ wie die Einwohner von England, britische Gesetze hingegen waren hier nicht in Kraft. Von 1611 bis 1621 wurde Sodomie nach dem Militärrecht abgeurteilt. Ein reguläres Sodomiegesetz, dessen genaue Bestimmungen nicht überliefert sind, trat erst in Kraft, nachdem die Regierung von Virginia 1621 Teilautonomie erhielt. |
| North Carolina          | Obwohl Carolina bereits seit 1663 das Recht besaß, eigene Gesetze zu verabschieden, traten Sodomiegesetze erst in Kraft, nachdem die Provinz 1712 in die zwei Kolonien North Carolina und South Carolina zerfiel. North Carolina nahm 1715 das englische Common Law an, unter dem Sodomie ein Kapitalverbrechen war, das jedoch nur von Männern begangen werden konnte. |
| South Carolina          | South Carolina verabschiedete, als es 1712 selbstständige Kolonie wurde, mehrere sich überschneidende Sodomiegesetze, darunter eines, das für männliche Täter Todesstrafe und Enteignung vorsah. |
| Georgia                 | Die als Strafkolonie gegründete Province of Georgia war die einzige der 13 britischen Kolonien, in der kein Sodomiegesetz existierte. Dennoch kam es hier vereinzelt zur Strafverfolgung. |

### Aufhebung der Sodomiegesetze in den einzelnen Bundesstaaten

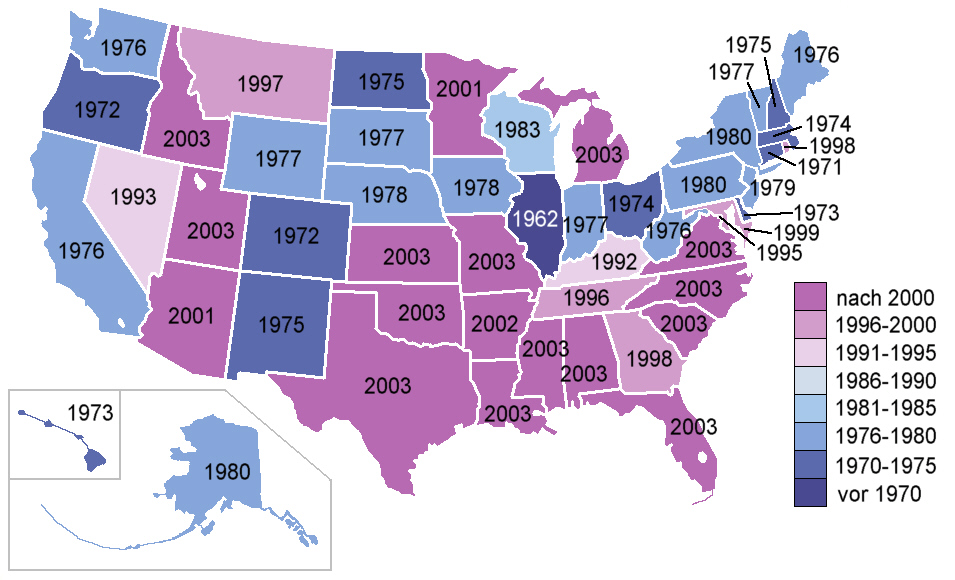
Die US-Bundesstaaten mit Jahr der Aufhebung der jeweiligen Sodomiegesetze.

| Bundesstaat          | Höchststrafe      | Jahr der Aufhebung | Zusatzinformationen |
| -------------------- | ----------------- | ------------------ | --- |
| Alabama              | 1 Jahr/2.000 $    | 000002003          | Vom US-Supreme Court für verfassungswidrig erklärt (Lawrence v. Texas).                                                                                                  |
| Alaska               |                   | 000001980          | |
| Arkansas             | 1 Jahr/1.000 $    | 000002002          | Einstufung als Vergehen; nur gleichgeschlechtliche Handlungen. Das Gesetz wurde vom oberersten Gerichtshof in Arkansas für verfassungswidrig erklärt (Picado v. Jegley). |
| Arizona              | 30 Tage/500 $     | 000002001          | Einstufung als Vergehen. Außer Kraft gesetzt. |
| California           |                   | 000001976          | Außer Kraft gesetzt. |
| Colorado             |                   | 000001972          | Außer Kraft gesetzt. |
| Connecticut          |                   | 000001971          | Außer Kraft gesetzt. |
| Delaware             |                   | 000001973          | Außer Kraft gesetzt. |
| Florida              | 60 Tage/$500      | 000002003          | Einstufung als Vergehen. Vom US-Supreme Court für verfassungswidrig erklärt (Lawrence v. Texas).                                                                         |
| Georgia              | 20 Jahre          | 000001998          | Einstufung als Kapitalverbrechen. Für verfassungswidrig erklärt (Powell v. State).                                                                                       |
| Hawaii               |                   | 000001973          | Außer Kraft gesetzt. |
| Idaho                | Lebenslang        | 000002003          | Einstufung als Kapitalverbrechen. Vom US-Supreme Court für verfassungswidrig erklärt (Lawrence v. Texas).                                                                |
| Illinois             |                   | 000001962          | Außer Kraft gesetzt. |
| Indiana              |                   | 000001977          | Außer Kraft gesetzt. |
| Iowa                 |                   | 000001978          | Außer Kraft gesetzt. |
| Kansas               | 6 Monate/1.000 $  | 000002003          | Einstufung als Vergehen; nur gleichgeschlechtliche Handlungen. Vom US-Supreme Court für verfassungswidrig erklärt (Lawrence v. Texas).                                   |
| Kentucky             |                   | 000001992          | Vom obersten Gerichtshof in Kentucky als verfassungswidrig erklärt (Commonwealth v. Wasson).                                                                             |
| Louisiana            | 5 Jahre/2.000 $   | 000002003          | Einstufung als Kapitalverbrechen. Vom US-Supreme Court für verfassungswidrig erklärt (Lawrence v. Texas).                                                                |
| Maine                |                   | 000001976          | Außer Kraft gesetzt. |
| Maryland             | 10 Jahre/1.000 $  | 000001999          | Einstufung als Kapitalverbrechen. Vom obersten Gerichtshof in Maryland für verfassungswidrig erklärt (Williams v. Glendening).                                           |
| Massachusetts        | 20 Jahre          | 000001974          | Einstufung als Kapitalverbrechen. Vom obersten Gerichtshof in Massachusetts für verfassungswidrig erklärt (Commonwealth v. Balthazar).                                   |
| Michigan             | 15 Jahre          | 000002003          | Einstufung als Kapitalverbrechen. Vom US-Supreme Court für verfassungswidrig erklärt (Lawrence v. Texas).                                                                |
| Minnesota            | 1 Jahr/3.000 $    | 000002001          | Einstufung als Vergehen. Für verfassungswidrig erklärt (Doe, et al. v. Jesse Ventura, et al.).                                                                           |
| Mississippi          | 10 Jahre          | 000002003          | Einstufung als Kapitalverbrechen. Vom US-Supreme Court für verfassungswidrig erklärt (Lawrence v. Texas).                                                                |
| Missouri             | 1 Jahr/1.000 $    | 000002003          | Einstufung als Vergehen; nur gleichgeschlechtliche Handlungen. Vom US-Supreme Court für verfassungswidrig erklärt (Lawrence v. Texas).                                   |
| Montana              | 10 Jahre/50.000 $ | 000001997          | Vom obersten Gerichtshof in Montana für verfassungswidrig erklärt (Gryczan v. State).                                                                                    |
| Nebraska             |                   | 000001978          | Außer Kraft gesetzt. |
| Nevada               |                   | 000001993          | Außer Kraft gesetzt. |
| New Hampshire        |                   | 000001975          | Außer Kraft gesetzt. |
| New Jersey           |                   | 000001979          | Außer Kraft gesetzt. |
| New Mexico           |                   | 000001975          | Außer Kraft gesetzt. |
| New York             |                   | 000001980          | Nur Handlungen zwischen unverheirateten Personen. Für verfassungswidrig erklärt (People v. Onofre)                                                                       |
| North Carolina       | 3 Jahre           | 000002003          | Einstufung als Kapitalverbrechen. Vom US-Supreme Court für verfassungswidrig erklärt (Lawrence v. Texas).                                                                |
| North Dakota         |                   | 000001975          | Außer Kraft gesetzt. |
| Ohio                 |                   | 000001974          | Außer Kraft gesetzt. |
| Oklahoma             | 10 Jahre          | 000002003          | Einstufung als Kapitalverbrechen; nur gleichgeschlechtliche Handlungen. Vom US-Supreme Court für verfassungswidrig erklärt (Lawrence v. Texas).                          |
| Oregon               |                   | 000001972          | Außer Kraft gesetzt. |
| Pennsylvania         |                   | 000001980          | Für verfassungswidrig erklärt (Commonwealth v. Bonadio). 1995 von der Legislative außer Kraft gesetzt.                                                                   |
| Rhode Island         | 20 Jahre          | 000001998          | Einstufung als Kapitalverbrechen; nur Handlungen unverheirateter Paare. Außer Kraft gesetzt.                                                                             |
| South Carolina       | 5 Jahre/500 $     | 000002003          | Einstufung als Kapitalverbrechen. Vom US-Supreme Court für verfassungswidrig erklärt (Lawrence v. Texas).                                                                |
| South Dakota         |                   | 000001977          | Außer Kraft gesetzt. |
| Tennessee            |                   | 000001996          | Für verfassungswidrig erklärt (Campbell v. Sundquist). |
| Texas                | 500 $             | 000002003          | Einstufung als Vergehen; nur gleichgeschlechtliche Handlungen. Vom US-Supreme Court für verfassungswidrig erklärt (Lawrence v. Texas).                                   |
| Utah                 | 6 Monate/$299     | 000002003          | Einstufung als Vergehen. Vom US-Supreme Court für verfassungswidrig erklärt (Lawrence v. Texas).                                                                         |
| Vermont              |                   | 000001977          | Außer Kraft gesetzt. |
| Virginia             | 5 Jahre           | 000002003          | Einstufung als Kapitalverbrechen. Vom US-Supreme Court für verfassungswidrig erklärt (Lawrence v. Texas). 2014 formal abgeschafft.                                       |
| Washington           |                   | 000001976          | Außer Kraft gesetzt. |
| West Virginia        |                   | 000001976          | Außer Kraft gesetzt. |
| Wisconsin            |                   | 000001983          | Außer Kraft gesetzt. |
| Wyoming              |                   | 000001977          | Außer Kraft gesetzt. |
| District of Columbia | 10 Jahre/1.000 $  | 000001995          | 1993 reformiert, 1995 außer Kraft gesetzt. |